# Сайлер-Сіті (Північна Кароліна)
Сайлер-Сіті (англ. Siler City) — місто (англ. town) в США, в окрузі Четем штату Північна Кароліна. Населення — 7702 особи (2020).

## Географія
Сайлер-Сіті розташований за координатами 35°43′28″ пн. ш. 79°27′23″ зх. д. / 35.72444° пн. ш. 79.45639° зх. д. (35.724443, -79.456391).  За даними Бюро перепису населення США в 2010 році місто мало площу 15,60 км², з яких 15,54 км² — суходіл та 0,06 км² — водойми.

## Демографія
Згідно з переписом 2010 року, у місті мешкало 7887 осіб у 2603 домогосподарствах у складі 1802 родин. Густота населення становила 506 осіб/км².  Було 2890 помешкань (185/км²).
Расовий склад населення:
| - 44,0 % — білих - 19,1 % — чорних або афроамериканців - 1,7 % — корінних американців - 0,4 % — азіатів - 0,2 % — вихідців з тихоокеанських островів - 31,1 % — осіб інших рас |

До двох чи більше рас належало 3,4 %. Частка іспаномовних становила 49,8 % від усіх жителів.
За віковим діапазоном населення розподілялося таким чином: 29,8 % — особи молодші 18 років, 58,1 % — особи у віці 18—64 років, 12,1 % — особи у віці 65 років та старші. Медіана віку мешканця становила 31,1 року. На 100 осіб жіночої статі у місті припадало 96,5 чоловіків;  на 100 жінок у віці від 18 років та старших — 92,5 чоловіків також старших 18 років.
Середній дохід на одне домашнє господарство  становив 37 135 доларів США (медіана — 29 956), а середній дохід на одну сім'ю — 43 565 доларів (медіана — 36 034). Медіана доходів становила 25 680 доларів для чоловіків та 23 876 доларів для жінок. За межею бідності перебувало 26,3 % осіб, у тому числі 38,5 % дітей у віці до 18 років та 8,2 % осіб у віці 65 років та старших.
Цивільне працевлаштоване населення становило 3277 осіб. Основні галузі зайнятості: виробництво — 22,0 %, освіта, охорона здоров'я та соціальна допомога — 17,7 %, будівництво — 12,8 %, мистецтво, розваги та відпочинок — 12,6 %.